# Frans Schupp
Frans Schupp (Kerkrade, 1937) is een Nederlands grafisch ontwerper.

## Loopbaan
Schupp ging na zijn opleiding in 1963 werken bij de NTS. Zijn eerste ontwerp maakte hij voor het tv-programma Memorandum van een dokter. Hier ontwierp hiervoor de typografie en de aftiteling. Een van zijn bekendste ontwerpen uit 1970 is de leader van het tv-programma Toppop en gevolgd door het KRO logo. Hij inspireerde zich hiervoor op het hekwerk op het St. Pietersplein in Vaticaanstad. In de jaren tachtig ontwierp hij met computertechniek de leader van de AVRO's Boven m'n pet show en ontwierp hij samen met Robin Noorda de leader voor het programma Pisa. In 1987 ontwierp hij samen met Bob Rooyens en Mia Schlosser het decor van Kinderen voor Kinderen 8. Ook ontwierp hij de lp hoezen van Kinderen voor Kinderen deel 7 en deel 8. Hierna werkte hij nog een aantal jaren tot zijn pensionering in 1995 als teamleider.
Op 14 april 2011 schonk hij zijn collectie werken aan het Nederlands Instituut voor Beeld en Geluid. Dit vond plaats tijdens het symposium "Vorm van vermaak".

## Werken

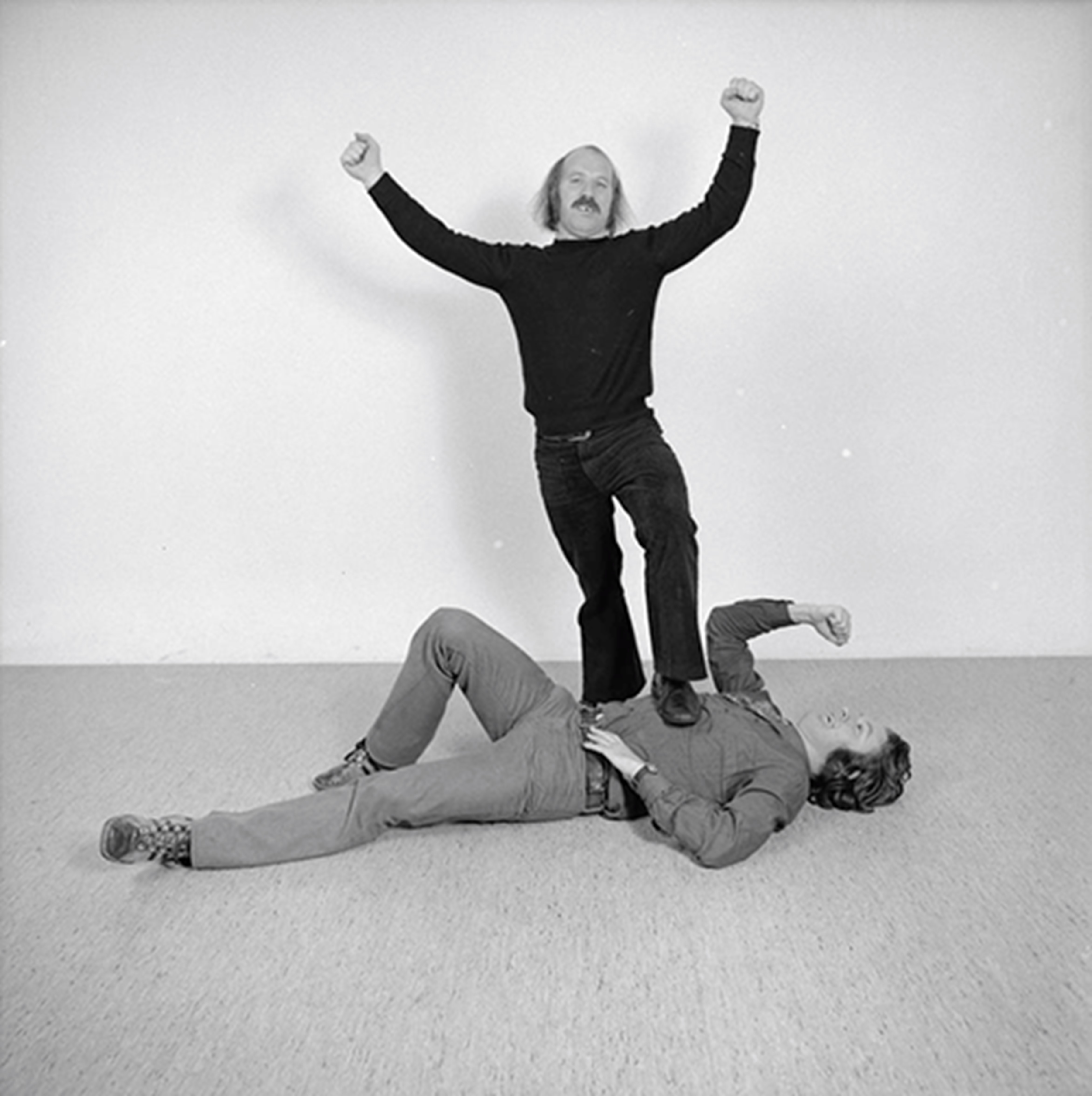
Schupp en Rien van Wijk (TopPop, 1973)

Dit is een selectie met televisieprogramma's waarvoor Schupp leaders en logo's ontwierp.
- (1963) Memorandum van een dokter
- (1963) Capriolen
- (1966) Ik hou van Hollands
- (1967) Doebidoe
- (1970) Toppop
- (1975) Pipo en het grachtengeheim
- (1976) Pipo en de lachplaneet
- (1977) Brandpunt
- (1980) Moderne sterrenkunde
- (1982) VARA pauzefilmpjes
- (1982) Pisa
- (1983) Gezonde voeding
- (1985) Biotechnologie
- (1987) KRO's boven m'n pet show
- (1987) Moordspel
- (1987) Atlantis
- (1988) Uit de kunst
- (1991) Crime time
- (1991) TROS Aktua in bedrijf

- RKD-Nederlands Instituut voor Kunstgeschiedenis: 71379